# 루손털꼬리쥐
루손털꼬리쥐 또는 루손숲쥐(Batomys granti)는 쥐과에 속하는 설치류의 일종이다. 털꼬리쥐속에 속하는 6종의 설치류 중의 하나이다. 필리핀에서만 발견된다.